# Liên đoàn bóng đá Hy Lạp
Liên đoàn bóng đá Hy Lạp (tiếng Hy Lạp: Ελληνική Ποδοσφαιρική Ομοσπονδία, EPO) là tổ chức quản lý, điều hành các hoạt động bóng đá ở Hy Lạp. Liên đoàn quản lý đội tuyển bóng đá quốc gia nam và nữ, tổ chức các giải bóng đá như vô địch quốc gia và cúp quốc gia. Liên đoàn bóng đá Hy Lạp gia nhập FIFA năm 1927 và UEFA năm 1954.